# Македония (1907 – 1910)
Вижте пояснителната страница за други значения на Македония.
„Македония“ с подзаглавие Орган на българската емиграция в Америка е български вестник, издаван в Гранит Сити, Илинойс, САЩ от 1907 до 1910 година.

## История
Вестникът излиза в събота и до закриването му в 1910 година от него излизат 39 броя. Издаван е от дружество „Македония“ с финансовата подкрепа на търговеца Никола Алабаков (Ник Алабак). Редактиран е от Спас Шумков, Станислав Шумков, архимандрит Теофилакт и Тодор Калев.
„Македония“ е първият български емигрантски вестник, който е обърнат към българската емиграция от Македония и нейните проблеми. В специална притурка се публикуват материали от историята и новини за живота в старите земи. Вестникът е близък до Борис Сарафов и критикува санданистите.